# ロレンツォ・マラグリダ
ロレンツォ・マラグリダ（Lorenzo Malagrida, 2003年10月24日 - ）は、イタリア・ピエトラ・リーグレ出身のサッカー選手。UCサンプドリア所属。ポジションはミッドフィールダー。

## 経歴
FBCフィナーレ、FCヴァード、UCサンプドリアの下部組織出身。2022年9月21日、サンプドリアと2025年までのプロ契約を結んだ。2023年1月12日、ACFフィオレンティーナ戦でプロデビューを果たした。

## 人物・エピソード
元イタリア代表のアントニオ・マニコーネは叔父。